# Mannophryne trinitatis
A Mannophryne trinitatis a kétéltűek (Amphibia) osztályának békák (Anura) rendjébe, ezen belül az Aromobatidae családjába tartozó faj.

## Előfordulása

A béka a bristoli állatkertben

A Mannophryne trinitatis kizárólag a Trinidad nevű szigeten fordul elő. Főleg e sziget északi és középső részein lelhető fel. Az emberi tevékenységek veszélyeztetik a fajt, de ennek ellenére a állománya stabilnak számít. Nem védi törvény.

## Megjelenése
A hím az orrhegyétől egészen a végbélnyílásáig körülbelül 20 milliméter hosszú, míg a nőstény elérheti a 22 milliméteres hosszúságot is. Az ebihal először 14-16 milliméteres, de átalakulásakor akár 37 milliméteresre is megnőhet. A hím torka szürke, a nőstényé élénksárga. A háti része barna, oldalai márványozottak.

## Életmódja
Ez a békafaj egyaránt megtalálható a hegységekben és a tengerpart közelében is. Az árnyékos, lassú folyású patakok közelségét kedveli. Tápláléka a denevérek ürülékével táplálkozó rovarok.

## Szaporodása
Talajlakó állatként, petéit a nedves avarba rakja le, aztán a hátára veszi petéit, és akár nagy távolságot is megtéve ragadozómentes vízbe tárolja azokat.